# Święci Andrzej i Franciszek
Święci Andrzej i Franciszek – obraz hiszpańskiego malarza pochodzenia greckiego Dominikosa Theotokopulosa, znanego jako El Greco.
Portret przedstawia św. Andrzeja i św. Franciszka. Jest to jeden z pierwszych obrazów, gdzie El Greco zestawia ze sobą dwóch świętych o odmiennych poglądach na doktrynę duchową (pierwszym był portret  świętego Piotra i Pawła). Obraz został odnaleziony w okresie wojny domowej w Hiszpanii, w zamkniętym dla osób postronnych klasztorze Wcielenia Pana Jezusa

## Opis obrazu
Wydłużenie postaci osiągnęło tu swój maksymalny stopień. Dzięki niskiej perspektywie sylwetki wydają się potężne. Prawe ręce i krzyż tworzą pionowe linie co dodatkowo zwiększa wrażenie wydłużenia. W górnej części obrazu, na wysokości dwóch trzecich postaci, El Greco ukazuje właściwy dialog postaci. Dialog zaznacza poprzez ułożenie lewych dłoni. U św. Andrzeja dłoń zwrócona jest na zewnątrz z kciukiem nienaturalnie wygiętym. Jest gest wschodniego człowieka tłumaczącego swoje zdanie. U Franciszka obserwujemy gest odwrotny. Chuda dłoń skierowana jest ku piersi, długie palce rozłożone są w wachlarz w geście wyrzeczenia się. Andrzej przedstawiony został z siwą brodą, kędzierzawymi włosami, Franciszek z profilu z kapturem nachodzącym na wychudzoną twarzą. Postacie namalowane są dokładnie, kolorystycznie nawiązują do retabulów kaplicy św. Józefa.
Za Andrzejem widać w oddali zarysy miasta Toleda o zmierzchu. Pośrodku i za Franciszkiem malarz ukazuje zaśnieżoną górę, prawdopodobnie kreteńskie góry Ida. Podobna góra występuje w na innym obrazie, gdzie również El Greco zestawił dwóch świętych: Jana Ewangelisty i św. Franciszka.

## Proweniencja
Przed rokiem 1676 oraz znajdował się w kolekcjach księcia Abrantes. Następnie trafił do Royal Monastery of the Encarnación, skąd w 1942 roku trafił do muzeum Prado.